# Wilhelm Exter
Wilhelm Exter (* 2. September 1805 in Kork (Kehl); † 22. April 1873 in Durlach) war ein deutscher Verwaltungsbeamter und Richter.

## Leben
Geboren als Sohn des Kreissekretärs Friedrich Wilhelm Exter, studierte Wilhelm Exter Rechtswissenschaften an der Ruprecht-Karls-Universität Heidelberg. 1824 wurde er Mitglied des Corps Suevia Heidelberg. Nachdem er 1829 die juristische Prüfung abgelegt hatte, wurde er Rechtspraktikant in Durlach. 1834 erhielt er dort die Ernennung zum Amtsassessor. 1838 wechselte er als Amtsassessor und Amtmann zum Bezirksamt Wertheim und 1841 als zweiter Beamter und Amtmann nach Karlsruhe. 1843 wurde er zum Amtsvorstand des Bezirksamts Kork berufen und 1845 zum Oberamtmann befördert. 1847 wechselte er als Amtsvorstand zum Bezirksamt Lörrach. Während des Heckerzuges wurde er nur durch den Eingang der Nachricht von der Niederlage Heckers im Gefecht auf der Scheideck vor der Verhaftung bewahrt und während des Struve-Putsches war er vier Tage in Haft. In der Mairevolution 1849 unterzeichnete er einige Schriftstücke der Revolutionsregierung mit. Exter erklärte er habe nur die Echtheit der Unterschrift des damaligen Lörracher Bürgermeisters, Carl Georg Wenner, beglaubigt und in einem anderen Fall sei ein Dokument nachträglich geändert worden. Er erhielt gleichwohl eine ernste Rüge und wurde 1849 zum Bezirksamt Rheinbischofsheim versetzt. Von 1857 bis zu seiner Pensionierung 1870 war er Oberamtsrichter am Amtsgericht Mannheim.
1858 erhielt Exter das Ritterkreuz 1. Klasse des Ordens vom Zähringen Löwen.